# Transports Metropolitans de Barcelona
Transports Metropolitans de Barcelona (TMB) är det kommersiella varumärket under vilket Barcelonas kollektivtrafik organiseras. TMB organiserar och samordnar trafiken mellan stadens två kommunala transportföretag; det ena är Ferrocarril Metropolità de Barcelona som driver Barcelonas tunnelbana, medan det andra är Transports de Barcelona som driver stadens busstrafik.
TMB ansvarar även för driften av Montjuïcs bergbana samt den blå spårvagnen.